# Check It Out (will.i.am e Nicki Minaj)
Check it Out è un singolo del noto produttore discografico statunitense will.i.am e della rapper trinidadiana Nicki Minaj, pubblicato il 3 settembre 2010.
La canzone ha come base un campionamento della canzone Video Killed the Radio Star dei The Buggles; ne è stata realizzato un remix contenente una parte vocale realizzata da Cheryl Cole. Il brano è accreditato a will.i.am, Trevor Horn, Bruce Woolley, Geoff Downes e Onika Maraj.
La canzone è stata cantata live da Nicki Minaj e will.i.am il 4 ottobre 2010 al Late Show with David Letterman. È stata successivamente inserita nell'album d'esordio di Nicki Minaj, Pink Friday.

## Video musicale
Il video è stato registrato a fine settembre e la première è avvenuta il 25 ottobre 2010. Per la versione britannica, il video è stato fatto in collaborazione con Cheryl Cole.
Vede un conduttore che presenta i protagonisti i quali cominciano a cantare. Sembra che stiano registrando una pubblicità e ci sono delle persone sedute che guardano.

## Tracce
Promo - CD-Single (Interscope - (UMG)
1. Check It Out (will.i.am featuring Nicki Minaj) - 4:11
2. Check It Out (will.i.am featuring Nicki Minaj & Cheryl Cole) - 4:11

Irish CD-Single
1. Check It Out (will.i.am featuring Nicki Minaj) - 4:11
2. Check It Out (will.i.am featuring Nicki Minaj & Cheryl Cole) - 4:11
3. Check It Out (will.i.am featuring Nicki Minaj - video) - 4:33
4. Check It Out (UK Version) (will.i.am featuring Nicki Minaj & Cheryl Cole) - 4:36

Scottish Remixes
1. Check It Out - 4:11
2. Check It Out (UK Version) - 4:11
3. Check It Out (Radio Mixes) - 3:58
4. Check It Out (Alternate Album Version) - 5:00

## Classifica
| Classifica (2010) | Posizione massima |
| ----------------- | ----------------- |
| Australia         | 19                |
| Belgio (Fiandre)  | 68                |
| Belgio (Vallonia) | 54                |
| Canada            | 14                |
| Irlanda           | 14                |
| Paesi Bassi       | 67                |
| Regno Unito       | 11                |
| Stati Uniti       | 24                |

### Classifiche di fine anno
| Classifica (2011) | Posizione |
| ----------------- | --------- |
| Giappone          | 70        |